# Drum național 67D
Der Drum național 67D (rumänisch für „Nationalstraße 67D“, kurz DN67D) ist eine Hauptstraße in Rumänien. 

## Verlauf

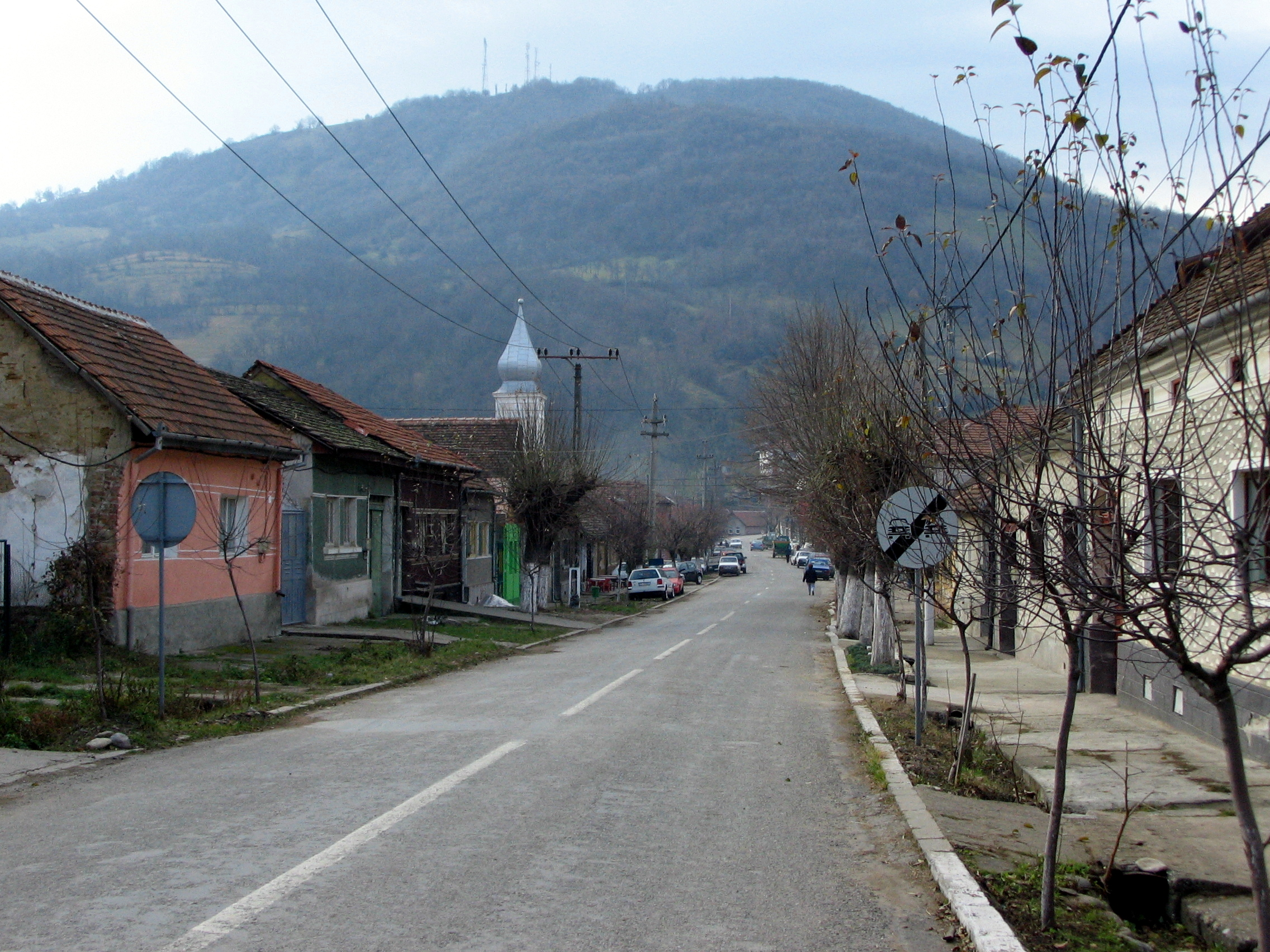
Die Straße in der Katastralgemeinde Pecinişca (Băile Herculane)

Die Straße zweigt in der Kreishauptstadt Târgu Jiu vom Drum național 66 (Europastraße 79) nach Westen ab, kreuzt noch in der Stadt den Drum național 67 und führt durch die Getischen Vorkarpaten über Tismana und Baia de Aramă durch das Mehedinți-Gebirge (Munții Mehedinți), das auf einer Passhöhe von 1050 m gequert wird, sowie weiter in das Tal der Cerna, in dem es bei Tațu den noch nicht asphaltierten Drum național 66A aufnimmt, und die Cerna flussabwärts nach Băile Herculane (Herkulesbad), wo sie südlich in der Katastralgemeinde Pecinişca in den Drum național 6 (Europastraße 70) mündet.
Die Länge der Straße beträgt rund 108 Kilometer.